# جامعة دنفر
جامعة دنفر (DU)، تأسست في عام 1864،و هي أقدم جامعة خاصة في منطقة جبال الروكي في الولايات المتحدة.
يدرس في جامعة دنفر حوالي 5,000 طالب في المرحلة الجامعية و 6,000 طالب في مرحلة الدراسات العليا.
يبعد الحرم الجامعي الرئيسي حوالي سبعة أميال (11 كم) إلى الجنوب من وسط مدينة دنفر.

## التاريخ
في الثالث من مارس من عام 1864، تأسست الجامعة من قبل جون ايفانز، الحاكم السابق لإقليم كولورادو، الذي كان قد عين من قبل الرئيس أبراهام لينكولن.
قام ايفانز بتأسيس الجامعة للمساعدة في توطين السكان في مدينة دنفر التي تم إنشاؤه حديثا (1858).
في الوقت الحالي، جامعة دنفر لديها 5,087 طالب في مرحلة البكالوريس و 6,389 طالب في مرحلة الدراسات العليا.
و تبلغ نسبة النساء إلى الرجال في الجامعة 54 في المائة من النساء إلى 46٪ من الرجال.
في عام 2011، يمثل الطلاب: 67.0٪ من البيض، 2٪ من السود، 6.8٪ من أصل لاتيني، 5.2٪ من الآسيويين أو جزر المحيط الهادئ، 1-2٪ من الهنود الأميركيين، 9٪ منهم طلاب دوليون(يمثلون 20 بلدا)، و 9.1٪ من أعراق غير معروفة.
حلت جامعة دنفر في المرتبة 91 بين جميع «الجامعات الوطنية» العامة والخاصة من قبل نيوز اند وورلد ريبورت في التصنيف العالمي عام 2013.

## الكليات الأكاديمية
- كلية دانيلز لإدارة الأعمال
- كلية شتورم للقانون
- كلية التربية
- كلية الدراسات العليا في علم النفس المهني
- كلية الدراسات العليا في العمل الاجتماعي
- كلية جوزف كوربل للدراسات الدولية
- كلية دانيال فيليكس ريتشي للهندسة وعلوم الحاسب الآلي

## الرؤساء
- ديفيد مور هاستينغز (أكتوبر 1880 - يونيو 1889)
- وليام فريزر ماكدويل (1890 - حزيران 1899)
- هنري أوغسطس بكتل (ديسمبر 1899 - سبتمبر 1920)
- حابر ريس هاربر (نوفمبر 1922 - يناير 1927)
- فريدريك موريس هنتر (يوليو 1928 - سبتمبر 1935)
- ديفيد دنكان شو (سبتمبر 1935 - مارس 1941)
- كالب فرانك غيتس (مارس 1941 - نوفمبر 1943)
- بن مارك شيرنغتون (نوفمبر 1943 - فبراير 1946)
- كالب فرانك غيتس (فبراير 1946 - أغسطس 1947)
- جيمس ف برايس (أبريل إلى أكتوبر 1948)
- ألفريد كلارنس نلسون، مؤقتا (أكتوبر 1948 - نوفمبر 1949)
- ألبرت تشارلز جاكوبس (نوفمبر 1949 - مارس 1953)
- تشيستر M. ألتر (أغسطس 1953 - يوليو 1966)
- موريس برنار ميتشل (سبتمبر 1967 - مارس 1978)
- روس بريتشارد (أكتوبر 1978 - يناير 1984)
- دوايت موريل سميث (يناير 1984 - يوليو 1989)
- دانيال L. ريتشي (يوليو 1989 - يونيو 2005)
- روبرت كومب (يوليو 2005 إلى الوقت الحاضر)